# Antonin Brocard
Pour les articles homonymes, voir Brocard.
Félix Antonin Gabriel Brocard, né le 14 novembre 1885 à Biol et mort le 28 mai 1950 à Paris est un général d’aviation. Il commanda l’escadrille des Cigognes en 1915 puis en 1916 (groupe de combat) et y recruta entre autres Georges Guynemer.

## Débuts dans l'aéronautique
Entré à l'École spéciale militaire de Saint-Cyr en 1905, il choisit l'arme de l'infanterie et la subdivision d'arme des chasseurs à pied. Il passa ultérieurement son brevet de pilote de l'Aéro-club de France en 1911 et militaire en février 1912 à Pau Il fut ainsi détaché au sein de l'aéronautique. Il fit un tour de France à bord d'un Deperdussin et établit un record du monde militaire d'altitude avec passager.

## Première Guerre mondiale
Dès le début du conflit il se distingue lors de reconnaissances alors qu'il vole dans l'escadrille D4.
Le 18 mars 1915 - il est promu capitaine quatre jours plus tard - il prend le commandement de l'escadrille BL3, qui le 25 avril est rebaptisée MS3 à l'occasion de son passage sur Morane-Saulnier Parasol. Y passeront entre autres Jules Védrines, Albert Deullin et Georges Guynemer.
En 1916, il est devant Verdun avec son escadrille où combattent Deullin, Chainat, les frères Navarre, Buquet... Il est alors blessé d'une balle à la mâchoire. Nommé chef de bataillon (commandant) le 17 octobre 1916 .
Avec la création des groupes de chasse, il reçoit le commandement du GC 12, d'abord appelé groupe Brocard puis groupe de Cachy. En septembre 1917 il est appelé par Jacques-Louis Dumesnil, alors sous-secrétaire d'État à l'aviation, pour devenir son chef de cabinet jusqu'en 1919 où il reprend le commandement de son Groupe.

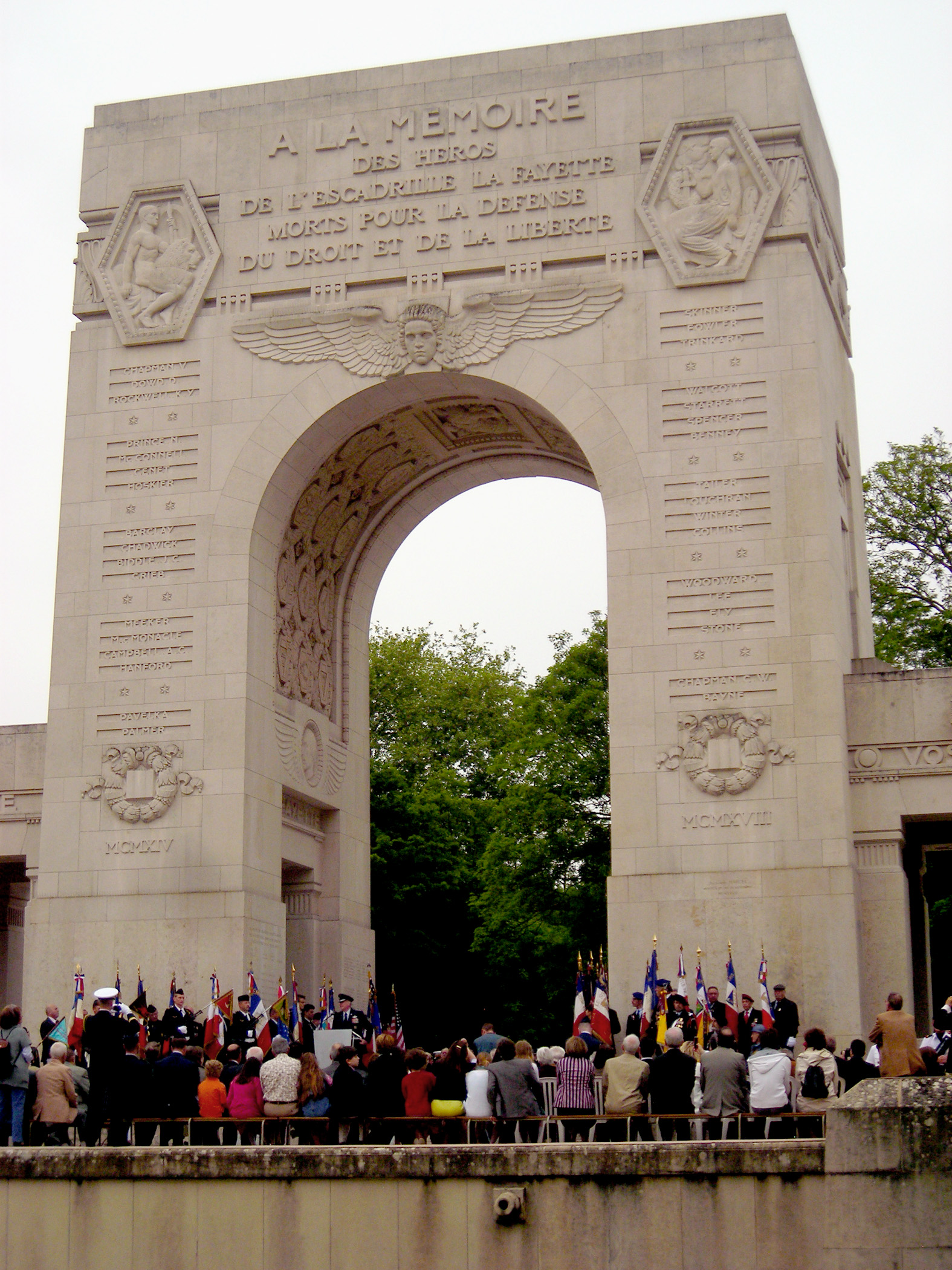
mémorial à l'escadrille La Fayette qui fut sous le commandement du GC 12.

## Politique
Il eut également un rôle politique en faveur de l’armée, après en avoir démissionné et de l’aéronautique comme vice-président de la Commission de l'armée, président de la commission de l'aéronautique. Député de la Seine en 1924, puis en 1928 d'Ivry-sur-Seine où il bat Maurice Thorez et enfin de Grenoble en 1932, il se retira de la vie publique en 1936.

## Seconde Guerre mondiale
Rappelé le 28 août 1939 comme chargé de mission par le ministère de l'Air il prit le commandement de l'école principale d'Étampes le 2 août puis le 25 mai 1940 des organismes d'instruction des Forces aériennes polonaises en France et le 1er juillet de la base aérienne 745 Aulnat. Il fut replacé en section de réserve le 30 juillet et décéda à Paris le 28 mai 1950. Il repose dans la crypte du mémorial de l'Escadrille La Fayette de Marnes-la-Coquette aux côtés du premier commandant de cette escadrille, Georges Thénault (décédé en décembre 1948), et de 68 Américains ayant appartenu à celle-ci et tombés pendant la Grande Guerre.

## Décorations
- Officier de la légion d'honneur, le 18 février 1917
- Croix de guerre 1914-1918 (France) avec 6 palmes de Bronze